# Teo Galíndez
Teófilo Antonio Galíndez Cordero (Tinaquillo, Estado Cojedes, Venezuela; 12 de octubre de 1958), más conocido artísticamente como Teo Galíndez, es un cantante y compositor venezolano de música llanera, apodado El Ruiseñor de Venezuela.

## Biografía y carrera
Teófilo Antonio Galíndez Cordero nació el 12 de octubre de 1958 en la población de Tinaquillo, Estado Cojedes. Su infancia fue en el caserío El Jabillo cerca de su terruño natal. Es el quinto de catorce hermanos.
Desde muy temprana edad descubre sus dotes artísticos, y comienza a cantar aguinaldos navideños, en una parranda infantil.
En 1985 graba su primera Producción discográfica titulada “El Ladrón Enamorado”, logrando obtener el premio Revelación del Año, comenzando a sonar en todas las radios del país.
Ha llevado el folklor venezolano a países como Colombia, España, Ecuador, Jamaica, Estados Unidos, Japón, entre otros. Ha realizado varias producciones para el hermano país de Colombia llevando con ellas los clásicos venezolanos que han marcado pauta como “Caballo Viejo”, “Aquel”, “La Muerte del Rucio Moro”, “Una Casita Bella Para Ti” y muchos más.
Es el primer Florentino de Diamante de la Historia, Festival realizado en San Fernando de Apure con la participación de los antes ganadores del Florentino de Oro, lo que lo consagró como gran intérprete de la música llanera.
Teo Galíndez, graba su primer disco en el año de 1985, volumen el cual contiene "El Ladrón Enamorado", tema que se convierte en su primer éxito discográfico. En 1990 es invitado a La Voz Internacional del Táchira, donde Ocupa el segundo lugar, ese mismo año ocupa el segundo lugar en el Festival Internacional "El Alma Llanera", evento destinado para las más grandes figuras de la música llanera.
Entre las casas discográficas con las que Teo Galíndez ha trabajado, destacan Sonográfica y Anes Records.
En 2014 fue prenominado al Grammy Latino en la categoría Mejor Álbum Folklórico por su disco “El Secreto”. Para el intérprete, esta noticia representó un nuevo paso al frente en su carrera artística y un compromiso a seguir trabajando por el folklore llanero. Misma situación se le suscitó en 2022, cuando presentó un disco a los Grammy Latinos con el propósito de entrar en las nominaciones de ese año.
Entre sus grandes éxitos destacan: Dos Mujeres en mi Vida, Una Parranda en el Cielo, Ladrón Enamorado, Dame tu Amor, Para Toda la Vida.